# Mischocyttarus montei
Mischocyttarus montei är en getingart som beskrevs av Zikan 1949. Mischocyttarus montei ingår i släktet Mischocyttarus och familjen getingar. Inga underarter finns listade i Catalogue of Life.